# بروسین
بروسین (انگلیسی: Brucine) نوعی آلکالوئید مشابه استریکنین است که عمدتاً در درخت کچوله یافت میشود.